# Constantino de Sajonia-Weimar-Eisenach
Federico Fernando Constantino de Sajonia-Weimar-Eisenach (8 de septiembre de 1758 - † 6 de septiembre de 1793 en Wiebelskirchen) fue un príncipe de Sajonia-Weimar-Eisenach y general de división de Sajonia en la Ilustración.

## Vida
Federico Fernando Constantino era hijo del duque Ernesto Augusto II Constantino (1737-1758) de su matrimonio con Ana Amalia (1739-1807), hija del duque Carlos I de Brunswick-Wolfenbüttel. Nació tres meses después de la muerte de su padre, mientras que su madre y su abuelo lideraron la regencia de su hermano mayor Carlos Augusto en el ducado. Constantino y su hermano fueron sucedidos por el conde Oberhofmeister Johann Eustach von Schlitz,. Görtz, más tarde educado por Christoph Martin Wieland. Después de que su hermano había llegado a la mayoría de edad, Karl Ludwig von Knebel completó su educación.
Con Görtz y Knebel, los príncipes realizaron su gira de caballeros a París, en la ruta en la que conocieron a Johann Wolfgang von Goethe por Knebel en Fráncfort del Meno. Después de su regreso, Constantino se mudó al castillo de Tiefurt en1775. El príncipe introvertido ya se había distanciado en gran medida de su hermano en ese momento. Más tarde tampoco encontró ninguna relación con su esposa y Goethe. Se decantó por la música y se enamoró de Caroline von Ilten cuya relaciòn emepzo en 1778 y terminó en 1789. Sin embargo, la relación fue impedida por la influencia de la familia y también de Goethe. Goethe escribió a la señora von Stein: "Parece que soy el culpable de las lágrimas de los Caroline, y también lo soy [...]". Anna Amalia dijo a los amantes: "eso solo sería rogar a los príncipes". Constantino luego se fue de viaje, describiendo una carta a su hermano Carlos Augusto a Knebel: "Mi hermano me envió una carta desde Londres [...] donde no escribe una palabra pero me desea felicidad por mi cumpleaños".
En 1784 Constantino entró al servicio del Electorado de Sajonia, que fue arreglado para él por su hermano. Se convirtió en teniente general y recibió un regimiento en Naumburg. En la guerra contra Francia en 1793 fue al Rin como general de división junto a las tropas prusianas. Cayó enfermo en Pirmasens, a causa de la disentería, del que murió. Murió soltero y dejó varios hijos nacidos de relaciones con varias mujeres. Una de sus amantes fue, en opinión de Martin Gregor-Dellin Johanna Rosina Pätz de Weißenfels, que fue la madre del compositor Richard Wagner. Constantino está enterrado en la Georgenkirche de Eisenach.